# Dust Be My Destiny
Dust Be My Destiny é um filme de drama estadunidense de 1939 dirigido por Lewis Seiler e estrelado por John Garfield e Priscilla Lane.

## Elenco
- John Garfield como Joe Bell
- Priscilla Lane como Mabel Alden
- Alan Hale como Michael Leonard
- Frank McHugh como Caruthers
- Billy Halop como Hank Glenn
- Bobby Jordan como Jimmy Glenn
- Charley Grapewin como Pop
- Henry Armetta como Nick Spelucci
- Stanley Ridges como Charles Garreth
- John Litel como o promotor
- Moroni Olsen como Slim Jones, o advogado de defesa